# Societat Catalana de Gnomònica

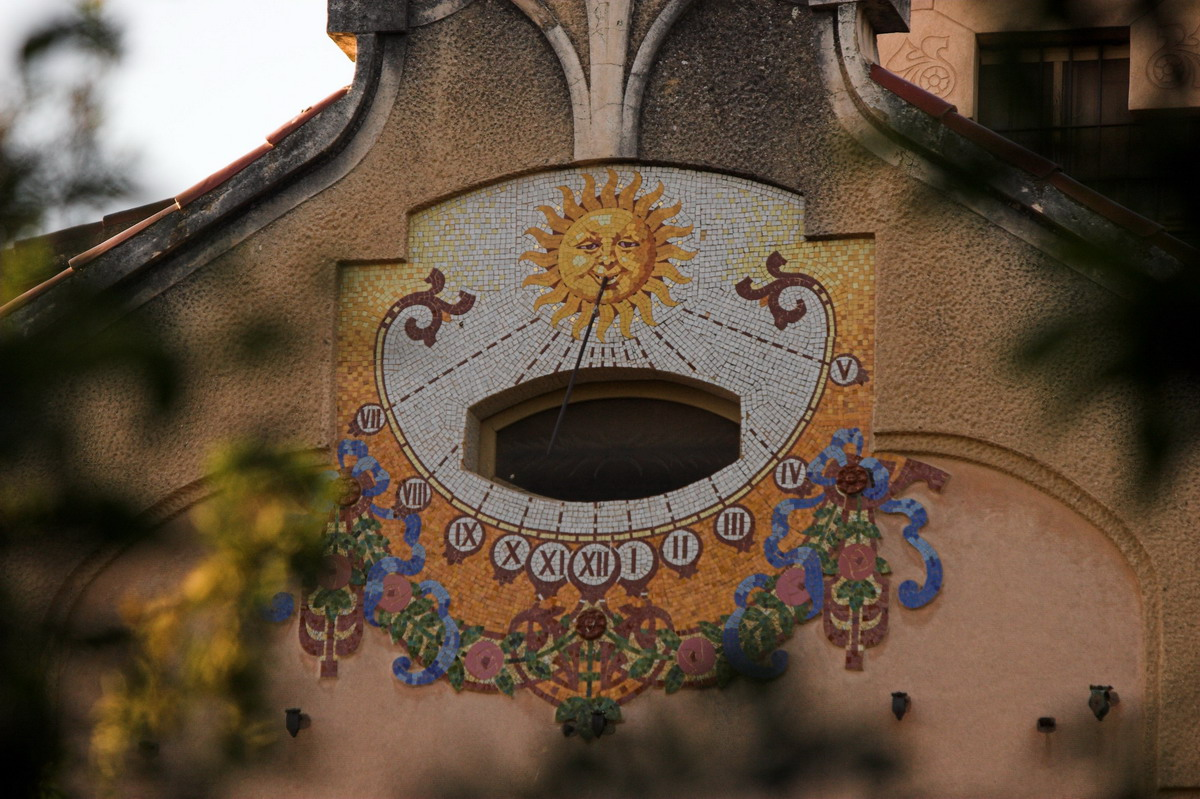
Rellotge de sol de la Casa Barbey (la Garriga)

La Societat Catalana de Gnomònica és una associació sense afany de lucre creada el 1988 que té com a objectiu fomentar l'estudi i ús de rellotges de sol i promoure'n la construcció, la recuperació i la restauració.
Va crear i s'encarrega de la conservació d'un inventari de rellotges de sol existents als Països Catalans i buscar dades dels seus constructors, els denominats quadranters. El 2005 va publicar "Rellotges de sol de Catalunya. Un patrimoni per descobrir " amb un recull de 175 quadrants solars de Catalunya. El 2006 disposava d'un inventari amb més de dos mil tres-cents rellotges de sol. L’any 2016 hi havia 3748 rellotges inventariats. La base de dades és de consulta lliure i compta amb unes 7300 referències. El mes d'agost de 2021 s'ofereix al públic en general un catàleg de més de 7300 rellotges de sol només als Països Catalans. L'inventari es pot consultar també en el lloc web de la societat.
Des dels inicis, l'entitat. ha publicat La Busca de Paper, un butlletí basat en els estudis i activitats realitzades (a l'estiu de 2021 hi havia 99 números publicats). El terme busca fa referència a la busca d'un rellotge. Amb el patrocini de la Societat Catalana de Gnomònica hi ha un rellotge de sol a l'Estació Amundsen-Scott.